# الحب في خطر (فلم)
الحب في خطر هو فيلم مصري تم عرضه عام 1951.

## قصة الفيلم
يعهد المخرج المسرحي بالإسكندرية بدور البطولة لإحدى العاملات ناهد(صباح) التي تندمج في دورها اندماجًا كليًّا وتتقمص شخصية المحتالة التي تسطو على عقد ثمين من أحد المحال، ترتكب الجريمة بالفعل وتحاول الهرب للقاهرة، في الطريق تكتشف أنهم يبحثون عن سارق العقد فتضعه في جيب المطرب معروف عادل (محمد فوزي) تذهب لمنزله لتسترده فيكتشف حلاوة صوتها فيلحقها بفرقته، يعثر على العقد فتصارحه بحقيقته، تتوطد علاقتهما ويتفقان على الزواج وهذا يسبب ضيقًا لإحدى ممثلات الفرقة ميمي (سميحة توفيق) التي تحبه فتدبر حيلة لإفساد الزواج. ويبدأ كل من المطرب والفتاة إثارة غيرة الآخر من خلال علاقات وهمية . . .ولكن تنكشف الحيلة ويتم الزواج.

## بطولة
- محمد فوزي
- صباح
- إسماعيل ياسين
- سميحة توفيق
- وداد حمدي
- عفاف شاكر

## روابط خارجية
- مقالات تستعمل روابط فنية بلا صلة مع ويكي بيانات